# Dear America – Briefe aus Vietnam
Dear America – Briefe aus Vietnam (Originaltitel: Dear America: Letters Home from Vietnam) ist ein US-amerikanischer Dokumentarfilm von Bill Couturié aus dem Jahr 1987 über den Vietnamkrieg.

## Handlung
Der Film zeigt authentisches Bildmaterial aus dem Vietnamkrieg, teilweise auch Amateuraufnahmen von US-amerikanischen Soldaten. Daneben werden Originalbriefe der amerikanischen GIs in die Heimat von namhaften US-amerikanischen Schauspielern vorgelesen, die das allgemeine Kriegsgeschehen mit den, zum Teil tragischen, Einzelschicksalen verbinden.

## Hintergrund
Der Film Dear America basiert auf einem Buch mit dem gleichen Titel.
An der Realisierung von Dear America waren die Filmproduktionsgesellschaften Couturie Company, Dear America, GBA und Home Box Office (HBO) beteiligt.
Der US-amerikanische Kinostart erfolgte im Oktober 1987 in Los Angeles, Kalifornien. Das erste Filmfestival in den USA, auf dem Dear America gezeigt wurde, war das U.S. Film Festival im Januar 1988.
In (West-)Deutschland wurde der Film erstmals im Juni 1988 auf dem Münchener Filmfestival präsentiert. Der (west-)deutsche Kinostart von Dear America war am 5. Januar 1989.

## Rezeption
Auf der Website Rotten Tomatoes erreichte der Film bei 100 Prozent der 14 Rezensenten eine positive Bewertung.
Das Lexikon des internationalen Films urteilte, dass die Inszenierung übertrieben und beinahe spielfilmartig sei. Des Weiteren sei zu kritisieren, dass der Film überwiegend „die eigenen Truppen (…) als Opfer“ zeige.

## Auszeichnungen
- Primetime Emmy Awards 1988
  - Beste individuelle Leistung

- CableACE Awards 1989
  - ACE  beste Dokumentation
  - Nominiert ACE

- International Documentary Association 1988
  - IDA Award
- Sundance Film Festival 1988
  - Special Jury Prize  beste Dokumentation
  - Nominiert: Grand Jury Prize  beste Dokumentation
- Television Critics Association Awards 1988
  - TCA Award